# Кантри Нолс (Њујорк)
Кантри Нолс (енгл. Country Knolls) насељено је место без административног статуса у америчкој савезној држави Њујорк.

## Демографија
По попису из 2010. године број становника је 2.224, што је 69 (3,2%) становника више него 2000. године.
| Група             | 2000.         | 2010.         |
| Белци             | 2.073 (96,2%) | 2.084 (93,7%) |
| Афроамериканци    | 14 (0,6%)     | 14 (0,6%)     |
| Азијати           | 41 (1,9%)     | 44 (2,0%)     |
| Хиспаноамериканци | 12 (0,6%)     | 56 (2,5%)     |
| Укупно            | 2.155         | 2.224         |